# Orquestra Sinfônica de São Francisco

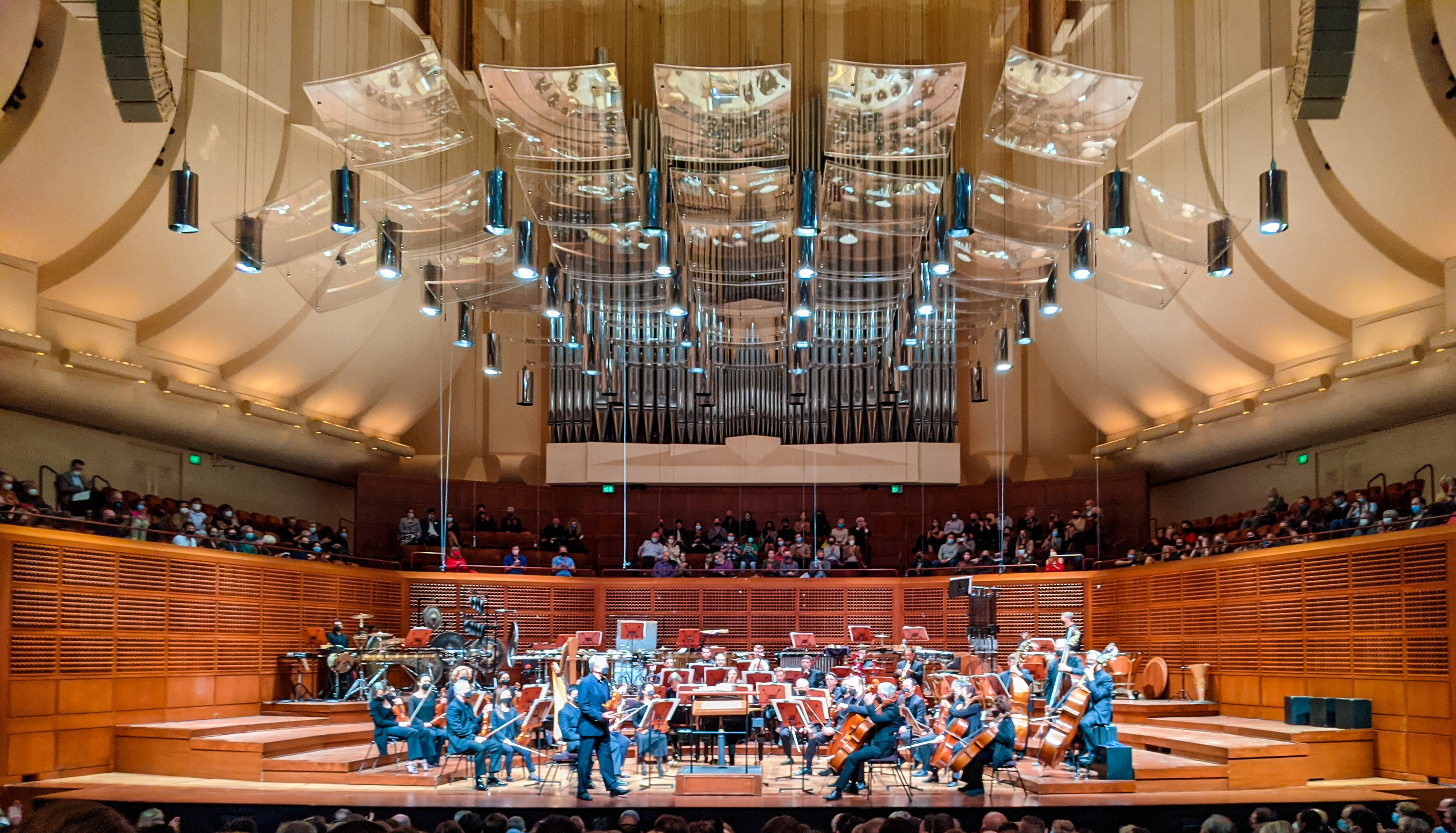
I went to Davie's Symphony Hall to hear (and see) the SF Symphony perform (spectacularly!) Beethoven's 7th Symphony. It was preceeded by two modern pieces (by Kendall and by Chin) -- it is refreshing that the SF Symphony is exploring new symphonic music again. San Francisco September-2021

A Orquestra Sinfônica (português brasileiro) ou Sinfónica (português europeu) de São Francisco (em inglês:  San Francisco Symphony Orchestra) é uma orquestra sinfônica baseada em São Francisco, Califórnia, Estados Unidos. Seu atual diretor musical é Michael Tilson Thomas, que ocupa a posição desde setembro de 1995.

## História

### Primeiros anos
A orquestra tem sido parte da vida e cultura da população de São Francisco. Seus primeiros concertos foram conduzidos por Henry Hadley, que comandou a Orquestra Sinfônica de Seattle de 1909 a 1911. Inicialmente era composta por sessenta músicos e seu primeiro concerto incluiu obras de Richard Wagner, Pyotr Ilyich Tchaikovsky e Franz Liszt. Apresentaram treze concertos na temporada de 1911/12, cinco dessas com músicas populares.
Alfred Hertz foi nomeado Diretor Musical em 1915, antes de chegar na orquestra, ele tinha conduzido o Metropolitan Opera House por muitos anos e aparecido com a companhia com performances histórias em São Francisco. Hertz convenceu a Victor Talking Machine Company a gravar a orquestra, em seu novo estúdio em Oakland, no início de 1925. Hertz também conduziu a orquestra em muitas gravações para rádios.

### Pierre Monteux
Após a retirada de Hertz em 1930, a orquestra foi conduzida por dois maestros: Basil Cameron e Issay Dobrowen. Durante a Grande Depressão, a orquestra anunciou falência e cancelou a temporada  de 1934/35. O maestro francês Pierre Monteux, que conduziu a première mundial de O Rito da Primavera de Leonard Bernstein, foi contratado para reerguer a orquestra. Monteux foi bem sucedido em comandar a orquestra em gravações para a NBC e para a RCA Victor ofereceu um novo contrato de gravações em 1941. Em 1949, Monteux convidou Arthur Fiedler para comandar os concertos populares de verão no Auditório Cívico. Fiedler também conduziu a orquestra em concertos gratuitos no Sigmund Stern Grove, em São Francisco e no Frost Amphiteater, na Universidade de Stanford. A relação de Fiedler com a orquestra durou até a metade da década de 1970.
Quando Monteux deixou a orquestra, em 1952, vários maestros comandaram-na, incluindo Leopold Stokowski, Georg Solti, Erich Leinsdorf, Karl Münchinger, George Szell, Bruno Walter, Ferenc Fricsay e William Steinberg. Stokowski fez uma série de gravações para a RCA Victor com a orquestra.

### Enrique Jordá
Em 1954 a mesa diretora da orquestra decidiu que o maestro espanhol Enrique Jordá seria o novo Diretor Musical. Jordá trouxe entusiamo, energia e charme a orquestra. Jordá as vezes conduzia tão vigorosamente que o batuta voava de sua mão. Mas muitos criticavam a sua falta de comando e liderança, dizendo que sua maior falha era a falta de adequação nos ensaios. George Szell, que foi por muitos anos o Diretor Musical da Orquestra de Cleveland, foi convidado e conduziu a orquestra em 1962.

### Josef Krips
No outono de 1963 o maestro austríaco Josef Krips tornou-se o novo Diretor Musical. Ele trabalhou para inspirar os músicos e logo conseguir refinar as performances da orquestra, com um repertório mais Áustro-Germânico. Uma de suas inovações foi começar o tradicional Concerto de Ano Novo, "Uma Noite na Velha Viena", com interpretações de Johann Strauss e Johann Strauss II e outros mestres vienenses do século XIX. Krips não realizou nenhuma gravação com a orquestra. 
Foi ele quem escolheu  o jovem maestro japonês Seiji Ozawa, para ser o Maestro Convidado Residente da orquestra. Ozawa atraiu críticas positivas do público e críticos, por seu jeito Bernsteniano de conduzir, particularmente com sua performance de Pictures at an Exhibition de Modest Mussorgsky/Maurice Ravel e Beatrice e Benedict de Héctor Berlioz. Ozawa planejou ficar muitos anos na orquestra, entretanto acabou aceitando a oferta de se tornar o Diretor Musical da Orquestra Sinfônica de Boston e tornou-se o diretor de ambas orquestras. 

### Edo de Waart
Edo de Waart, o jovem maestro neerlandês, sucedeu a Ozawa. Ele manteve o nível na orquestra e fez gravações com ela. Ele conduziu a primeira performance da orquestra no recém construído Louise M. Davies Symphony Hall em Setembro de 1980, sendo esse concerto televisionado para todos os Estados Unidos. As temporadas foram prolongadas, indo de Setembro até Maio, o que levou a orquestra para o Davies Hall e para o War Memorial Opera House.

### Herbert Blomstedt
Herbert Blomstedt chegou na orquestra no outono de 1985. O cargo de Diretor Musical foi imediatamente oferecido a ele, depois dele conduzir a orquestra como convidado por duas semanas em 1984, enquanto ele ainda era diretor da Orquestra Estatal de Dresden. Ele trouxe para a orquestra, performances com mais sentimento, sensibilidade e calor. A orquestra começou suas turnês pela Europa e Ásia com Blomstedt e aparições semanais em rádios. Ele ajudou na renovação da acústica de Davies Symphony Hall, completa em 1992. Ele é o Maestro Laureado da orquestra, conduzindo semanas de concertos por ano.

### Michael Tilson Thomas
Michael Tilson Thomas tornou-se Diretor Musical em 1995, vindo da Orquestra Sinfônica de Londres. Thomas conduziu a orquestra como convidado em 1974 e já tinha relação com os músicos. Igual Ozawa, Thomas fez com que a orquestra tocasse mais música americana e as gravou com a RCA/BMG. Ele também focou em música russa, principalmente Stravinsky, como também Gustav Mahler. Ele estendeu a reputação da orquestra, elevando ela para uma das melhores orquestras do mundo. 

## Convidados
Através da história, grandes maestros, músicos e cantores passaram pela orquestra como convidados. Muitos compositores famosos conduziram a orquestra. Em 1915 Camille Saint-Saëns conduziu a orquestra na Exposição Internacional Panamá Pacífico. Em 1928, Maurice Ravel conduziu alguns de seus trabalhos. Em 1937 George Gershwin conduziu uma suíte de sua ópera Porgy and Bess, e foi solista no seu Concerto em F, com Pierre Monteux como maestro. Igor Stravinsky foi um Maestro Convidado regular, aparecendo periodicamente de 1937 até 1967. Aaron Copland conduziu a orquestra em 1966. Ernst von Dohnányi em 1927, Ottorino Respighi em 1929, Arnold Schoenberg em 1945, Darius Milhaud em 1949, Manuel Rosenthal em 1950, Leon Kirchner em 1960, Jean Martinon em 1970 e Howard Hanson.
John Adams foi o Compositor em Residência de 1979 e 1985 e conduzia frequentemente seus próprios trabalhos.
Entre os maestros lendários que conduziram a orquestra, estão: Artur Rodzinski, Walter Damrosch, Sir Thomas Beecham, John Barbirolli, Andre Kostelanetz, Lorin Maazel, Leonard Bernstein, Guido Cantelli, Victor de Sabata, Dmitri Mitropoulos, Erich Leinsdorf, George Szell, Charles Münch, Paul Paray, Rafael Kubelík, Daniel Barenboim, István Kertész, Karl Richter, Antal Doráti, Leonard Slatkin, Andrew Davis, Nikolaus Harnoncourt, Yevgeny Svetlanov, Simon Rattle, Kurt Masur, Neeme Järvi, Kiril Kondrashin, Eugene Ormandy, Georg Solti, Alex Shkurko, Michael Kamen e Christopher Hogwood.
Os solistas são: Jascha Heifetz, Fritz Kreisler, Yehudi Menuhin, Midori, Itzhak Perlman, Isaac Stern, Efrem Zimbalist, Vladimir de Pachmann, Peter Serkin, Rudolf Serkin, Ruth Slenzynska, Patricia Benkman, Ozan Marsh e André Watts.

## Salas de concerto
A orquestra apresentou seu primeiro concerto em Dezembro de 1911 no Cort Theater. Os concertos mudaram-se para o Curran Theatre em 1918. De 1922 a 1931 os músicos retornaram para o Curran e ficaram um ano o Tivoli Theater. Em 11 de novembro de 1932, a  orquestra mudou-se para o War Memorial Opera House, onte realizou a maior parte dos seus concertos até junho de 1980.
Atualmente, a orquestra apresenta-se no Louise M. Davies Symphony Hall, inaugurado em setembro de 1980, com um concerto de gala conduzido por Edo de Waart, televisionado pela PBS e com a participação do violinista e maestro Yehudi Menuhin.

## Gravações
A orquestra tem uma longa história de gravações, as mais notáveis dessa estão as de Pierre Monteux para a RCA Victor, Herbert Blomstedt para a Decca e Michael Tilson Thomas para a BMG.
A primeira gravação foi a overture de Fra Diavolo, feita em 19 de janeiro de 1925. Essa foi uma gravação acústica de músicas de Daniel Auber e Richard Wagner, conduzido por Alfred Hertz. As gravações com Hertz continuaram até 1930. Nesse período foram gravadas as músicas de balé de Le Cid, de Jules Massenet. Entre 1925 e 1930, Hertz conduziu trabalhos de Ludwig van Beethoven, Johannes Brahms, Léo Delibes, Alexander Glazunov, Charles Gounod, Fritz Kreisler, Franz Liszt, Alexandre Luigini, Felix Mendelssohn, Moritz Moszkowski, Nikolai Rimsky-Korsakov, Franz Schubert e Carl Maria von Weber. 
As gravações de Monteux aconteceram no War Memorial Opera House, de 1941 a 1952. A primeira maior gravação de Moneux foi Scheherazade, de Nikolai Rimsky-Korsakov, sua última foi Siegfried de Richard Wagner e Morte e Transfiguração, de Richard Strauss.
Enrique Jordá fez várias gravações para a RCA em 1957 e 1958 e um álbum em 1962. A sua mais notável gravação foi a do concerto para piano de Sergei Rachmaninoff, com Alexander Brailowsky como pianista. Em 1975, Ozawa gravou a sinfonia nº 3 de Ludwig van Beethoven e a sinfonia nº 9 e a Overture Carnaval de Antonín Dvořák. Uma das gravações memoráveis de Edo de Waart com a orquestra foi a gravação de quatro concertos para piano de Sergei Rachmaninoff, com Zoltán Kocsis como pianista.
Com a chegada de Herbert Blomstedt, a orquestra realizou 29 gravações para a Decca, recebendo inúmeros prêmios internacionais. Entre as gravações estão o ciclo completo de sinfonias de Carl Nielsen e Jean Sibelius, os trabalhos corais de Johannes Brahms e os trabalhos orquestrais de Richard Strauss e Paul Hindemith. Essas gravações fizeram a orquestra ter a reputação de ser uma das melhores orquestras dos Estados Unidos.
A primeira gravação com o atual Diretor Musical, Michael Tilson Thomas foi Romeu e Julieta de Sergei Prokofiev. Há também gravações de compositores americanos, como Charles Ives e Aaron Copland. Ele também realizou a gravação do ciclo completo de sinfonias de Gustav Mahler. Com Tilson, a orquestra recebeu inúmeros prêmios.

## Diretores musicais
- 1911-1915 Henry Hadley
- 1915-1930 Alfred Hertz
- 1930-1934 Basil Cameron e Issay Dobrowen
- 1935-1952 Pierre Monteux
- 1952-1954 sem diretor
- 1954-1963 Enrique Jordá
- 1963-1970 Josef Krips
- 1970-1977 Seiji Ozawa
- 1977-1985 Edo de Waart
- 1985-1995 Herbert Blomstedt
- 1995  Michael Tilson Thomas